# Hetaerina occisa
Hetaerina occisa es una especie de caballito del diablo (Zygoptera) de la familia Calopterygidae.

## Hábitat y distribución
Hetaerina occisa se encuentra principalmente en arroyos de tierras bajas. Puede tener preferencias por lugares sombreados y coexiste con otras especies del mismo género. Se distribuye desde México, Perú, Venezuela hasta Trinidad y Tobago. En México, es una especie muy común en el sur de Veracruz.

## Descripción de la especie
Los machos de H. occisa presentan un cuerpo predominantemente negro, el tórax es de color café rojizo en la parte dorsal con tres líneas amarillas oblicuas en los costados. Los apéndices inferiores al final de abdomen son distintivos ya que son tan largo como los cercos. La hembra posee una coloración mayoritariamente café y una coloración iridiscente verde en la cabeza. El tórax presenta coloración verde metálico en los costados, las alas en ocasiones con un pterostigma de color blanco. Esta especie se distingue de otras especies del mismo género por tener una espina corta a ambos lados del dorso del cuello. Los machos de Hetaerina occisa, al igual que otras especies de Hetaerina, tienen una mancha roja en la base de las alas.

## Ecología y conducta sexual
Se desconoce cuánto dura el periodo de huevo y los estadios juveniles (náyade). Los machos maduros tienen el hábito de percharse muy cerca de cuerpos de agua, y exhiben un comportamiento territorial, pero permanecen en su territorio solo unos cuantos días unas cuantas horas. La mayoría del tiempo es destinado a peleas para defender su territorio y al apareamiento, mientras que los adultos inmaduros, tanto hembras como machos, se dedican a la caza y a perchar en un nivel de vegetación más alto. Los territorios se caracterizan por contener espacios iluminados por donde vuelan las hembras en busca de pareja y sitios para oviponer. Los machos interceptan a las hembras sin cortejo previo, copulan con ellas y las acompañan a sitios de oviposición donde las resguardan a distancia mientras ellas se sumergen para insertar sus huevos en las plantas acuáticas o pedazos de vegetación sumergidos. Es muy probable que, al igual que otras especies de Hetaerina, el sistema de apareamiento sea en forma de lek, donde los machos no proveen recursos, sino simplemente genes.
La defensa de los territorios es no tan sólo contra machos de la misma especie, sino contra otros, como es el caso de Hetaerina titia o Hetaerina americana. Esto es producto de que los machos del género Hetaerina no son capaces de diferenciar a los machos de otras especies y habitan en amplias zonas de simpatría.